# Слобода (Хойникский район)
Слобода (бел. Слабада) — упразднённая деревня в Судковском сельсовете Хойникского района Гомельской области Беларуси.
На территории Полесского радиационно-экологического заповедника.
В связи с радиационным загрязнением после катастрофы на Чернобыльской АЭС жители (20 семей) переселены в чистые места.

## География

### Расположение
В 32 км на юго-запад от районного центра и железнодорожной станции Хойники (на ветке Василевичи — Хойники от линии Гомель — Калинковичи), в 135 км к Гомеля.

## Транспортная сеть
Транспортные связи по просёлочной, а затем автодороге Кожушки — Ломачи. Планировка состоит из короткой прямолинейной улицы, ориентированной с юго-востока на северо-запад. Застройка деревянная, усадебного типа.

## История
Согласно письменным источникам известна с XIX века как селение в Юровичской волости Речицкого уезда Минской губернии.
В 1931 году жители вступили в колхоз. Входила в состав колхоза имени XXII съезда КПСС (центр — деревня Кожушки). До 31 декабря 2009 года в Дворищанском сельсовете, который переименован в Судковский.
Решением Хойникского районного Совета депутатов от 21 сентября 2010 г. № 25 "Об упразднении сельских населённых пунктов Хойникского района" деревня Слобода Судковского сельсовета упразднена.

## Население

### Численность
2004 год — нет жителей и хозяйств

### Динамика
- 1897 год — 107 жителей, 16 дворов (согласно переписи)
- 1930 год — 101 житель, 21 двор
- 2004 год — нет жителей и хозяйств